# オルゲイユ隕石
オルゲイユ隕石（オルゲイユいんせき、Orgueil meteorite）は1864年に、フランス南西部のタルヌ＝エ＝ガロンヌ県オルゲイユ近郊に落下した隕石である。CI-炭素質コンドライトに分類される隕石としては最も大きなものの1つで、最も研究された隕石の1つである。地球に水をもたらした物質（隕石）と考えられている。
1864年5月14日、オルゲイユ近郊の数km2の範囲に約20個の隕石破片が落下し、最大の破片は14kgであった。これまで約10個しか見つかっていないCI-炭素質コンドライト隕石の1つである。オルゲイユ隕石に関する研究結果には、超新星爆発で生成されたと考えられる陽子捕獲過程(rp過程)や早い中性子の捕獲過程(r過程)によって生じる、特殊な同位体の組成を持ったキセノン（キセノン HL）が検出されたことなどがある。キセノンHLはコンドライトに含まれる微小なダイヤモンドが保持していた。
1961年、生物の痕跡が発見されたと発表されたが後に植物の花粉が人為的に埋め込まれていたと判明した。
研究のために、試料が切り出されたが、11kgの最大のサンプルはタルヌ＝エ＝ガロンヌ県のモントーバンの自然史博物館にある。